# لا ماء يرويها
لا ماء يرويها، رواية صدرت في 2017  عن دار منشورات ضفاف، للكاتبة نجاة عبد الصمد، روائية ومترجمة وطبيبة توليد سورية من مواليد 1967، توجت الرواية بجائزة كتارا للرواية العربية عن فئة الروايات المنشورة 2018.

## ملخص الرواية
"لا ماء يرويها" هي رواية للكاتبة نجاة عبد الصمد تتناول قضايا اجتماعية وثقافية في إطار متشعب ولغة روائية متنوعة. تدور الأحداث حول شخصيات مركبة تعكس واقع المرأة في مجتمع ذو طبائع تقاليدية. يتجلى تفاعل الشخصيات في محيطها الاجتماعي، حيث تتناول الرواية موضوعات مثل العنف الأسري والتحيّز الاجتماعي. يتم استخدام لغة روائية متنوعة تجمع بين الفصح والمحكي والشعر، مما يضفي تعددًا إيقاعيًا على السرد.

## جوائز
توجت الرواية بجائزة كتارا للرواية العربية في فئة "الروايات المنشورة" 2018.